# Primus Inter Pares (konkurs)
Primus Inter Pares – coroczny, ogólnopolski konkurs mający na celu wyłonienie talentów na polskich uczelniach wyższych. 

## Historia konkursu
Historia konkursu sięga początków wolnego ruchu studenckiego w Polsce, czyli połowy lat sześćdziesiątych XX wieku. W ogólnopolskim konkursie Primus Inter Pares im. Mikołaja Kopernika ruch studencki nagradzał wówczas wyróżniających się i w nauce i w działalności społecznej studentów. Konkurs odbył się jeszcze w roku 1975 pod patronatem Przewodniczącego Rady Państwa prof. Henryka Jabłońskiego. Idea jednak z czasem zanikła. W 1999 roku wznowiono konkurs Primus Inter Pares w Białymstoku, któremu patronował Prezydent RP. W 2000 r. konkurs ponownie odbył się w Białymstoku, natomiast dopiero rok 2001 pozwolił na rozprzestrzenienie się konkursu w całej Polsce.
Konkurs do roku 2007 organizowany był przez Zrzeszenie Studentów Polskich, w 2007 – wobec konfliktu między Zrzeszeniem Studentów Polskich z jednej strony, a Stowarzyszeniem Primus Inter Pares i Niezależnym Zrzeszeniem Studentów z drugiej – równolegle zorganizowano dwie edycje konkursu. Osią konfliktu jest spór o prawa autorskie do znaku i nazwy konkursu, który ostatecznie zakończył się wyrokiem w sądzie patentowym na korzyść ZSP.